# Новое городское кладбище (Новосибирск)
Новое городское кладбище (Успенское кладбище) — некрополь, существовавший на территории современного Дзержинского района Новосибирска. Было открыто в 1911 году вместе с Закаменским кладбищем. В настоящее время на месте бывшего кладбища находится парк Берёзовая роща.

## История
Новое городское (или Успенское) кладбище планировали создать ещё в 1906 году. В 1907 году на этом месте уже возник небольшой могильник, получивший название «Старое русское кладбище». В 1910-х годах здесь хоронили в основном людей «низкого» социального статуса, но постепенно стали появляться могилы дворян и людей, оказавших заметное влияние на развитие Новониколаевска (совр. Новосибирск).
Официальное открытие некрополя состоялось в 1911 году.
Во время Первой мировой войны на Успенском кладбище стали хоронить также воинов, скончавшихся от ран в новониколаевских лазаретах и беженцев европейской части России, приехавших из зон боевых действий.
В 1925 году на кладбище был построен и освящён православный храм Успения пресвятой Богородицы.
В годы Великой Отечественной войны здесь появился участок госпитальных захоронений, но уже в 1950-х годах новых погребений практически не было. На месте некрополя открыли птичий рынок, кроме того, через территорию бывшего кладбища провели трамвайную линию, связавшую улицы Гоголя и Каменское шоссе (в наст. время проспект Дзержинского).
В 1962 году принято решение о сносе Успенской церкви. Многие протестовали против её разрушения, но она всё равно была закрыта, а летом 1963 года снесена за одну ночь. В скором времени было ликвидировано и само Успенское кладбище: надгробия и кресты сдали на переработку. В 1971 году здесь был организован парк «Берёзовая роща».
В 2013 году при сооружении в парке фонтана были обнаружены несколько могильных плит.

## Секторы
Кладбище было разделено на секторы, в основном по конфессиональному признаку: «Старое русское кладбище 1907 года», шесть больших кварталов Православного кладбища, Католическое (Польское), Еврейское, Лютеранское, Магометанское, Старообрядческое, Баптистское (Евангелическое) и Военное кладбища, братские могилы. Также были участки Холерного кладбища.